# Shah Alam-Bukit Jelutong
Bukit Jelutong ist ein Stadtteil der malaysischen Stadt Shah Alam. Eine weitere offizielle Bezeichnung ist Seksyen U8, eine malaiische Ableitung des englischen Wortes "Section". Alle Stadtteile Shah Alams sind in der gleichen Weise nummeriert.
Bukit Jelutong ist hauptsächlich ein Wohngebiet gehobener Klasse. Die Wohnblöcke bestehen aus Reihenhäusern oder Einzelhäusern (Bungalow). Bukit Jelutong ist verkehrstechnisch gut erschlossen. Es gibt drei Autobahnauffahrten und viele vierspurige Schnellstraßen durchlaufen den Stadtteil. Um mit dem Auto ins Zentrum von Shah Alam zu gelangen, benötigt man etwa zehn Minuten.
Erst Anfang 2007 wurde ein Gebäudeblock für den Einzelhandel im Norden Bukit Jelutongs eröffnet. Mittlerweile sind dort eine Musikschule, ein Supermarkt, Restaurants und andere Läden vorzufinden. Die meisten Häuser sind zweigeschossig und sind einem mediterranen Stil nachempfunden.
In Bukit Jelutong befinden sich eine staatliche Grundschule (Sekolah Kebangsaan Bukit Jelutong), eine staatliche weiterführende Schule (Sekolah Kebangsaan Menengah Bukit Jelutong) und eine Montessori-Vorschule (Kindergarten).
Der Name verrät bereits, dass das Wohngebiet hügelig ist (Bukit Malaiisch: Hügel).
Koordinaten: 3° 6′ N, 101° 32′ O